# はせさん治
はせ さん治（はせ さんじ、1936年1月2日 - 2002年3月8日）は、日本の声優、俳優。東京府東京市淀橋区（現：東京都新宿区）出身。

## 来歴

### 生い立ち
1936年、東京市立大久保病院（現：東京都立大久保病院）で誕生。
戦時中は小学3年生の時に静岡県田方郡伊東町（現：静岡県伊東市）に集団疎開したが、その後東京に帰郷した。
終戦後、児童劇団「青い鳥」に入団したが、理由は劇団の稽古場に行けば芋が貰えたからであった。中学・高校時代は演劇部に所属していた。中学時代は貧乏であり、卒業式を待たずに丁稚奉公に出されて東京神田の紙問屋に働いていた。夜は東京都立工芸高等学校印刷科に通って印刷技術の習得をしていた。
吉本興業が東京で始めていた新人タレントの募集に応募し、3千人の応募者の中からトップの成績で合格し、夜学に通いながら昼は吉本興業のレッスン場に通っていた。「これからの役者は、歌って踊れなくてはダメだ」と考えてレッスンのかたわら、16歳の時にクラシックバレエを習う。

### キャリア
1954年、18歳の時に吉本ラジオセンターに所属し、スタジオで文化放送の下請けをとってから文化放送の『連続歌謡物語』などに出演できるようになり、プロの世界へと足を踏み入れる。高校卒業後、「さらに幅広い芸を身につけたい」と思い、東宝芸能学校2期として入学。同校の先輩に藤村俊二がいる。ここでは毎日8時間、演劇、歌唱、クラシックバレエからモダンバレエ、日本舞踊にタップダンス、殺陣まで、あらゆる芸事を学んでいた。在学中から、新宿コマ劇場でのエノケン劇団や宮城まり子ショーにも出演し、貝谷八百子、近藤玲子などの一流のバレリーナのステージにも出演。一方、夜はキャバレー「青い城」で踊り、若手ながらかなりの収入も得られるようになった。江戸家猫八(3代目)門下。芸能学校の2年間の課程を終え卒業も間近な時、東宝現代劇に進むチャンスがあったが敢えて断り、猫八に弟子入りした。当時は早朝、中野区の自宅から師匠の日本橋浜町まで通い、内弟子1年を含めて2年4か月務めていた。その時の師匠のお供以外の日課は靴みがきと犬の散歩だけで、「芸は盗め!!」というのが師匠の教育方針で、芸事は教えてくれなかった。
松竹青春喜劇、コメディー・フランキーズを経て、みどりプロに所属し、みどりプロ時代はチョイ役、代役を引き受けていたが、番組プロデューサーの目にとまり、初レギュラーでもあるNHK総合テレビの子供向け番組『ものしり博士』にコント役者として1960年から1968年まで8年間、レギュラー出演。
その後も、『チロリン村とくるみの木』が6年、『いいものつくろ』が3年、『ひょっこりひょうたん島』が1年と、NHKの子供番組に長期にわたって出演し、声は子供たちにはおなじみとなった。その時はワンテンポずれたような、間延びした台詞回しが大いに受け、役柄としては、ボケ役、やせたヒョロヒョロ男役が多かった。日本テレビ系列の子供番組『テレビのおばちゃま』では水森亜土と組み、『おはよう!こどもショー』では愛川欽也が声&スーツアクターを務めていたロバくんと共演し、人気を博していた。
ステージで歌って踊って演劇をする役者になりたく芸能界に身を投じたが、テレビの仕事が増え、レギュラーは週7本にもなっていた。来る日も来る日も次の台本の台詞を覚えなくてはならなく、台詞を覚えたと思ったところ本番で、そんな毎日の生活にノイローゼ気味となっていた。創造性を発揮させないうちに本番が終わり、不本意な作品が次から次へと放映されていくテレビの仕事に欲求不満をつのらせていき、「このままでは、役者としての俺は殺される!!」と思った。矢も楯もたまらず、全てのテレビ番組を降板し、大阪へ向かう。OSミュージックホールで、今までテレビではできなかったコント、漫才を心ゆくまでして観客の喝采を浴び、たまっていたうっぷんを一気に晴らしたという。1970年、レ・フレール・ジャックの日本版を作ろうと、カンカン帽に黒タイツ姿の4人組を結成し、ステージに、フロアに、日本万国博覧会にも出演した。万博後は東京に戻り、さわプロダクションを経て、東京俳優生活協同組合に所属。その後、青二プロダクション、蛭川企画、九プロダクションを経てフリー。
声優としては1970年代から80年代にかけて、東映動画制作のアニメに数多く出演、名脇役として活躍した。『ひらけ!ポンキッキ』には顔出しして出演。谷幹一、パンチョ加賀美と共演し、高い評価を得ていた。
そのままアニメなども出演し、56歳まで続き、その後、舞台も参加していた。

### 晩年・死後
晩年は長男に先立たれ、さらに自身も長男の死去から翌年に肺癌を患うという苦難に見舞われて、主治医に「余命半年」と宣告されていたが、闘病を続けながらテレビ・舞台などで活躍を見せた。
2002年3月8日午後8時45分、肺癌のため東京都豊島区の病院で死去。66歳没。
2006年7月28日 - 30日、妻、長谷妙子を座長とし、劇中で本人の録音音源を使用した追悼公演が新宿でシアターBRATSにて行われた。

## 人物
声種は飄々と優しくモダンな中音。
長男は同じく俳優・声優の長谷有洋。父は郵便局員だったが、ピアノ、アコーディオン、ギター、その他もろもろの楽器からタップダンスまで、熱心にレッスンに通っており、人の集まるところに出かけて芸を披露するなど中々の芸人ぶりだった。当時の下級官吏は経済的には恵まれていなかったが、父は芸事を決してやめようとせず、母は父に対し恨み言ひとつ言わずに尽くしていた。そんな父の芸達者ぶりに尊敬の念を抱いており、後年に俳優への道を歩み始めることになったのは、父の血を受け継いでいたからでもあるだろうという。
特技はクラシックバレエ、タップダンス、榎本健一の歌。
モットーは「急がば回れ」。

## 後任
はせの死後、持ち役を引き継いだ人物は以下の通り。
| 後任       | 役名          | 該当作品             | 後任の初担当作品                             |
| ---------- | ------------- | -------------------- | -------------------------------------------- |
| 岩崎ひろし | 案山子/ハンク | 『オズの魔法使』     | 『トムとジェリー オズの魔法使』              |
| 梅津秀行   | オサゲ        | 『プリンプリン物語』 | 「ざわざわ森のがんこちゃんスペシャルショー」 |

## 出演
太字はメインキャラクター。

### テレビドラマ
- 花よめは16歳（1979年 - 1980年、テレビ朝日） - 甘田正太郎
- ロウソクが消えない ママ、わたし話したいの（1982年、テレビ朝日）
- ねらわれた学園（1982年、フジテレビ） - 山形先生
- ハウスこども劇場「あんぱん110番・お父さんの味は日本一」（1983年、テレビ朝日） - パン屋の父
- のんのんばあとオレ（1992年、NHK） - 小豆とぎの声
- コメディーお江戸でござる（1995年、NHK）
- 水戸黄門 第23部 第39話「白いお髭のお婿殿 -府中-」（1995年、TBS） - 元作
- 恋愛結婚の法則（1999年、フジテレビ）
- 南町奉行事件帖 怒れ!求馬II 第12話「料理切手は悪の味」（2000年、TBS） - 茂兵衛
- 土曜ワイド劇場「弁護士 朝吹里矢子7・嘱託殺人の罠」（2000年、テレビ朝日）
- ナニワ金融道パート5（2000年、フジテレビ）
- 金曜エンタテイメント「壁ぎわ税務官1」（2001年、フジテレビ） - 神父

### 舞台
- スーパーミュージカル「源氏物語」（1993年11月8日 - 12月16日、芝メルパルクホール） - 惟光

### テレビアニメ
1964年
- 狼少年ケン

1965年
- 宇宙パトロールホッパ（ダー隊員）
- 鉄人28号 (テレビアニメ第1作)
- 鉄腕アトム (アニメ第1作)（ヤコレフ博士の部下）
- ハッスルパンチ（アナウンサー）

1966年
- 魔法使いサリー（泥棒B）

1967年
- ピュンピュン丸（滝田芋粥）

1968年
- ゲゲゲの鬼太郎（第1作）
- サイボーグ009（1968年版）（ギャング）

1969年
- もーれつア太郎

1970年
- サザエさん（伊佐坂難物〈初代〉）

1971年
- アパッチ野球軍（コウモリ、アナウンサー）
- 国松さまのお通りだい（川地）
- さるとびエッちゃん（1971年 - 1972年）
- 珍豪ムチャ兵衛

1972年
- ゲゲゲの鬼太郎（第2作）（子泣きじじい〈代役〉）
- 正義を愛する者 月光仮面（袋五郎八）
- デビルマン（1972年 - 1973年、ロクフェル）
- ハゼドン（トビッチョ）
- ムーミン（修理屋）

1973年
- 空手バカ一代
- キューティーハニー（第1作）（1973年 - 1974年）
- ドラえもん（日本テレビ版）（スネ夫のパパ）
- バビル2世
- マジンガーZ（山師・平助）
- 山ねずみロッキーチャック（ボビー）

1974年
- アルプスの少女ハイジ（デルフリ村のおじさん)
- 魔女っ子メグちゃん（1974年 - 1975年、チョーサン）

1975年
- 一休さん（秀念）
- 元祖天才バカボン（1975年 - 1976年）
- はじめ人間ギャートルズ
- みつばちマーヤの冒険（クルト）
- ラ・セーヌの星（シュロ）

1976年
- キャンディ・キャンディ（チャーリーの仲間）
- ピコリーノの冒険（ボロ狐）
- マグネロボ ガ・キーン
- UFOロボ グレンダイザー（医師）

1977年
- ジェッターマルス
- 新・巨人の星（1977年 - 1978年）
- ヤッターマン（銭形平次）

1978年
- SF西遊記スタージンガー（アサーリ、タマーモス）
- 銀河鉄道999（1978年 - 1980年、医師、レストランの親父、ハンダ）
- ペリーヌ物語（兄）
- 無敵鋼人ダイターン3（デガラシー）
- 野球狂の詩（1978年 - 1979年、唐部）
- ルパン三世 (TV第2シリーズ)

1979年
- サイボーグ009（1979年版）（1979年 - 1980年、006 / 張々湖）
- シートン動物記 りすのバナー（ネン）
- 花の子ルンルン（ヤボーキ）

1980年
- 怪物くん（第2作）（キザオ 他）
- ニルスのふしぎな旅（1980年 - 1981年、エメリック、フルム、ハンス、ビリー 他）
- ふた子のモンチッチ（ナレーション）
- 魔法少女ララベル
- まんがことわざ事典（カモサブロウ）

1981年
- 最強ロボ ダイオージャ
- 新・ど根性ガエル
- ハロー!サンディベル（マリー）
- ぼくらマンガ家 トキワ荘物語（寺田）
- めちゃっこドタコン（玉三郎）

1982年
- あさりちゃん（ロボット、神様）
- The・かぼちゃワイン（鶴井）
- パタリロ!（ニーゲム大戸木）

1983年
- キン肉マン（1983年 - 1986年、中野さん、オカマラス、カニベース 他）
- ストップ!! ひばりくん!（青田刑事）
- Dr.スランプ アラレちゃん（使者）
- ななこSOS（数学教師）
- フクちゃん（落語家）
- まんが日本史（武田元繁）

1984年
- 宗谷物語（医者、当番兵、初老の男）
- 夢戦士ウイングマン（1984年 - 1985年、東洋、ラーク）

1985年
- ゲゲゲの鬼太郎（第3作）（1985年 - 1988年、さとみの父、白山坊、人魚のボス、半魚人、ひでり神、グレムリン、毛目玉、倉ぼっこ、えんらえんら）
- はーいステップジュン（野々宮啓一郎）

1986年
- 青春アニメ全集（野ダイコ）
- ハイスクール!奇面組（1986年 - 1987年、出瀬千田郎）
- ボスコアドベンチャー（ジャック）

1987年
- エスパー魔美（田外）
- グリム名作劇場（ろば、ハイン・リッヒ）

1988年
- キテレツ大百科（1988年 - 1992年、本山、ロバート、諸見）
- ビックリマン（シャドウ魔）

1989年
- 悪魔くん（メキシココウモリ）
- 魔法使いサリー（1989年 - 1991年、隣のおじさま）
- 笑ゥせぇるすまん（編集長）

1990年
- 三丁目の夕日（鈴木則文、ナレーション）
- もーれつア太郎（×五郎）

1992年
- コビーの冒険（ノルマル博士）

1994年
- 赤ずきんチャチャ（鐘之介）

### 劇場アニメ
1966年
- サイボーグ009（エーゼル）

1967年
- サイボーグ009 怪獣戦争（船員）

1976年
- 長靴をはいた猫 80日間世界一周（猫の殺し屋A）

1980年
- サイボーグ009 超銀河伝説（006 / チャンチャンコ）

1981年
- 悪魔と姫ぎみ（ベレー）
- 怪物くん 怪物ランドへの招待（キザオ）
- シリウスの伝説（マブゼの子分A）
- 21エモン 宇宙へいらっしゃい（カメキチ）

1983年
- プロ野球を10倍楽しく見る方法（マツオカ）

1984年
- キン肉マン 奪われたチャンピオンベルト（中野さん）
- キン肉マン 大暴れ!正義超人（中野さん）
- The・かぼちゃワイン ニタの愛情物語（鶴井）
- プロ野球を10倍楽しく見る方法 PART2（マツオカ）
- 綿の国星（ルンペン猫B）

1985年
- キン肉マン 正義超人vs古代超人（中野さん）
- キン肉マン 逆襲!宇宙かくれ超人（中野さん）
- キン肉マン 晴れ姿!正義超人（中野さん）

1986年
- キン肉マン ニューヨーク危機一髪!（中野さん）
- キン肉マン 正義超人vs戦士超人（中野さん）
- ゲゲゲの鬼太郎 最強妖怪軍団!日本上陸!!（火でり神）

1996年
- トイレの花子さん（骨皮教頭先生）

### OVA
- キン肉マンの交通安全（1986年、中野さん）
- X電車で行こう[41]（1987年）
- 機動警察パトレイバー 新OVAシリーズ（1991年、市藤）

### ドラマCD
- キン肉マンのザ・ヒット・パレード 超人の歌ベスト20（中野さん）

### 吹き替え

#### 映画
- オズの魔法使（案山子 / ハンク〈レイ・ボルジャー〉）
- 踊る大紐育
- 戦場にかける橋（ベイカー）※フジテレビ版（デラックスエディションBD収録）

#### ドラマ
- オーソン・ウェルズ劇場
- ジェシカおばさんの事件簿（フレディ・ヨーク）
- 特捜刑事マイアミ・バイス
  - シーズン1 #1（トリニ・デソト〈マーティン・フェレロ〉）
  - シーズン2 #5（モーティ・プライス〈ネイサン・レイン〉）

#### アニメ
- コルドロン（フルーダー）
- ぞうのババール（ポンパドール）
- ダンボ（コウノトリ）※1983年再公開版
- わんわん物語（ジョー）
  - わんわん物語II

#### 人形劇
- フラグルロック

### 特撮
- 快獣ブースカ（泥棒）
- がんばれ!!ロボコン（ロボクイの声、ロボショーの声、ロボチョイの声）
- 七星闘神ガイファード（バスの運転手）

### 人形劇
- こどもにんぎょう劇場
  - 「赤ずきん」（猟師）
  - 「ブレーメンの音楽隊」（鶏）
- チロリン村とくるみの木（はらぺこ熊）
- とんでけブッチー（フトッチー）
- ネコジャラ市の11人（吸血鬼シラケラー）
- ひょっこりひょうたん島（ムマモメム〈初代〉、クリンチ・ホールド）
- プリンプリン物語（オサゲ、医者、マッシュルーム博士）

### テレビ番組
- 魔法のじゅうたん
- ひらけ!ポンキッキ（お兄さん〈さんちゃん〉）
- ふえはうたう（さんちゃん）
- 真理ちゃんとデイト（ヒネクレール）
- ママとあそぼう!ピンポンパン（モンピー）
- オールスター春の祭典スペシャル（1978年の第1回放送、『ポンキッキ』出演者として出演）

### CM
- トモエ算盤「トモエそろばん」CMソング歌唱
- ポピー「ジャンボマシンダー・グレートマジンガー」CM（パパ役、顔出し出演）
- ロッテ「チョコガム」（1983年）、「ビックリマンチョコ」CM
- ブックローン「リブロック」CMナレーション
- トヨタカローラ埼玉 ラジオCMのナレーション（1976年）
- タカラ (玩具メーカー)「プラクション・パロ伝」 CMのナレーション
- 森永乳業 「純ココア」 ラジオCMのナレーション（1976年）
- 森永乳業 「ミルクココア」 ラジオCMのナレーション（1977年）
- バンダイ 「タマゴラス」 CMナレーション
- タジマヤ ラジオCMのナレーション（1978年 - 1992年3月）
- 松下電工 ナショナル貴重品庫 内緒の話篇（1978年）[42]
- ライオン歯磨 おふろの入浴剤シャワシャワ（1976年）

### その他コンテンツ
- 東京ディズニーランドのアトラクション
  - カントリーベア・シアター（ウェンデル）
- 中野区立歴史民俗資料館（中野区の歴史を紹介するビデオシアターに顔出し出演）
- 朝日ソノラマ ソノシート・ゲゲゲの鬼太郎「妖怪大戦争」（子泣き爺）
- 小学館「幼稚園」ソノシート・帰ってきたウルトラマン（郷秀樹）
- 劇団飛行船
  - 「ピノッキオ」（ネコ）

### 歌
- えかきうたムーミン

作詞：丘灯至夫 歌：はせさん治、増山江威子、北川国彦、山田俊司、野村道子
- どら猫とぼろ狐

作詞：保富康午 作曲：中村泰士 歌：永井一郎、はせさん治